# من می‌دانم که چه کسی مرا کشت
من می‌دانم که چه کسی من را کشت (به انگلیسی: I Know Who Killed Me) فیلمی محصول سال ۲۰۰۷ و به کارگردانی کریس سیورتسون است. در این فیلم بازیگرانی همچون لیندزی لوهان، جولیا اورموند، نیال مک‌دوناف، برایان گراتی، گارسل بووی، اسپنسر گرت، کنیا مور ایفای نقش کرده‌اند.